# Conseil central islamique suisse
Le Conseil central islamique suisse (CCIS) est une association islamiste d'inspiration salafiste fondée le 25 octobre 2009.
Il compte environ 3 500 membres en 2016.

## Histoire et description
Le Conseil central islamique suisse est fondé sous forme d'association le 25 octobre 2009 lors de la campagne précédant le vote pour une interdiction des minarets en Suisse. Il prône « un islam rigoriste d'inspiration salafiste ».
L'association des mulsulmans de Bienne (Muslimische Gemeinde Biel) y adhère un an plus tard.
Le CCIS lance en 2012 une chaîne TV en ligne destinée aux musulmans de Suisse.

### Membres
La plupart des membres de l'association sont des convertis. 
- 2016 : environ 3 500 membres[1]

- 2009 : plus de 3 000 membres auto-revendiqués[5]

### Responsables
- Président : Nicolas Blancho

- Relations avec le public : Abdel Azziz Qaasim Illi

- Trésorier : Adisin Hodza
- Affaires féminines : Nora Illi, jusqu'à son décès le 23 mars 2020[6].

## Financement
La tradition libérale suisse laisse une grande liberté aux associations :« les petites associations sans but économique ne sont pas tenues d'être inscrites au registre du commerce et de déclarer leur situation financière ».
Des financements issus d'Arabie Saoudite ont été dénoncés par Saïda Keller-Messahli en 2016. Dans un rapport de 2011, le Service de renseignement de la Confédération « part du principe que le CCIS est financé par des organisations salafistes étrangères, voire des Saoudiens », ce que celui-ci conteste. 
En 2020, l'association est confrontée à des difficultés financières. Selon le journaliste du Tages-Anzeiger Kurt Pelda, « les flux d’argent du Qatar et du Koweït [...] se seraient taris [...] [en raison de] la suspicion de liens des sympathisants de ce mouvement salafiste avec le réseau terroriste Al-Qaïda ». 

## Controverse
Le CCIS a organisé un stage de survie avec un module maniement au couteau. Cela a suscité de vives réactions,.